# سکورا لحادرا
سکورا لحادرا (به فرانسوی: Skoura Lhadra) یک منطقهٔ مسکونی در مراکش است که در استان رحامنه واقع شده‌است. سکورا لحادرا ۸٬۹۴۲ نفر جمعیت دارد.